# 鹿兒島市立皇德寺中學校
鹿兒島市立皇德寺中學校位在日本鹿兒島縣鹿兒島市，是一間由鹿兒島市設立的中學校。

## 概要
座落於鹿兒島市西部、谷山地區北部。沿著永田川的舊宮川小學校校區與皇德寺新市區皆屬於其學區範圍內。1990年4月1日正式從谷山北中學校分離，設置該校，在皇德寺新市區的中心地帶。

## 歷史
- 1990年
  - 4月1日 - 從鹿兒島市立谷山北中學校分離，鹿兒島市立皇德寺中學校開校。
  - 5月8日 - 舉行開校紀念典禮。

## 社團
運動類
- 棒球社
- 羽球社
- 足球社
- 排球社（男、女）
- 軟式網球社（男、女）
- 籃球社（男、女）
- 田徑社（如果參加驛傳比賽會有驛傳社）
- 柔道社
- 弓道社
- 劍道社
- 游泳社（如果參加游泳比賽會有）

文化類
- 吹奏樂社
- 美術社

## 學區
皇德寺中學校的學區為以下的區域：
- 皇德寺台一丁目到皇德寺五丁目全區
- 五之府別町一部分
- 山田町一部分
- 中山町一部分

## 著名出身人物
- 柏木由紀（AKB48成員）
- 加藤羅莎（演員）
- 折田みゆき（前MISSION成員）
- 內屋英子（模特兒）

## 外部連結
- 鹿兒島市立皇德寺中學校網站